# Sigrid Raabe
Sigrid Solbakk Raabe, artistnamn Sigrid, född 5 september 1996 i Ålesund, Norge, är en norsk sångare och låtskrivare. Hon slog igenom under 2017 med hitlåten "Don't Kill My Vibe" som blev internationellt känd.
Hon blev utsedd till årets nykomling vid P3 Gull i november 2017 och var nominerad i klassen "Årets liveartist" och "Årets låt". År 2018 hamnade hon på första plats i BBC:s omröstning Sound of 2018 som varje år rankar det kommande årets mest lovande artister.

## Diskografi
EP
- 2017 – Don't Kill My Vibe
- 2018 – Raw

Album
- 2019 – Sucker Punch
- 2022 – How to let go[8]

Singlar
- 2014 – "Known You Forever"[9]
- 2017 – "Don't Kill My Vibe"
- 2017 – "Plot Twist"
- 2017 – "Strangers"
- 2018 – "Raw"
- 2018 – "High Five"
- 2019 - "Don't Feel Like Crying"